# Petr Kouba
Petr Kouba (* 28. Januar 1969 in Prag) ist ein ehemaliger tschechischer Fußballspieler und derzeitiger Torwarttrainer.

## Karriere
Der Torhüter, dessen Vater Pavel bereits tschechoslowakischer Nationaltorhüter war, spielte in seiner Jugend für Slavoj Vyšehrad und Bohemians Prag, bei Bohemians gelang ihm auch der Sprung in die erste Mannschaft. Anfang 1991 verpflichtete der Lokalrivale Sparta Prag das junge Talent. 
Am 30. Januar desselben Jahres debütierte Kouba in der tschechoslowakischen Nationalmannschaft. In den nächsten Jahren war er Stammtorhüter bei Sparta. Sein Durchbruch auf internationaler Szene gelang ihm bei der Europameisterschaft 1996 in England, bei der das Tschechische Nationalteam bis in das Endspiel kam. Im Halbfinale hatte Tschechien die französische Mannschaft, deren Kern zwei Jahre später Weltmeister wurde, aus dem Turnier geworfen. Im Elfmeterschießen, das 6:5 endete, hatte Kouba einen Elfmeter halten können. Im Endspiel verloren die Tschechen schließlich gegen Deutschland durch einen Torwartfehler von Kouba. Er hatte einen Schuss von Oliver Bierhoff nicht festhalten können und der Ball trudelte zum ersten Golden Goal der Fußballgeschichte ins tschechische Netz. Nach der EM kam er noch viermal in Freundschaftsspielen zum Einsatz, zuletzt am 18. November 1998.
Für etwa 1,6 Millionen Euro war Kouba im Sommer 1996 zu Deportivo La Coruña gewechselt, wo er sich nie durchsetzen konnte. In seiner ersten Saison absolvierte er nur vier Spiele und wurde in der Saison 1997/98 an den 1. FC Kaiserslautern ausgeliehen, wo er Andreas Reinke als Stammtorwart ablösen sollte. Kouba saß allerdings im ersten Saisonspiel nach einer Verletzung nur auf der Ersatzbank. Danach wurde ein Knorpelschaden festgestellt und er fiel längerfristig aus. Im Zuge der Verletzung nahm er im Februar 1998 ein auf der Dopingliste geführtes Mittel ein. Im April 1998 wurde er als zweiter Bundesligaspieler wegen Dopings für vier Wochen gesperrt. Der FCK gewann in dieser Saison überraschend die Meisterschaft, Kouba bestritt aber letztlich kein Punktspiel.
Kouba hatte immer noch einen Vertrag in La Coruña und wurde in der Saison 1998/99 an Viktoria Žižkov ausgeliehen, für das er 23 Spiele bestritt. Er kehrte nach Spanien zurück, kam aber in zwei Spielzeiten zu nur zwei Einsätzen für die Mannschaft aus Galicien. 2001 wechselte er ablösefrei zum FK Jablonec, für den er in 19 Partien im Tor stand. Anschließend kehrte Kouba zu seinem ehemaligen Klub Sparta Prag zurück, kam aber auch aufgrund seiner Verletzungsprobleme über drei Einsätze nicht hinaus. 
Im Sommer 2005 beendete er seine Karriere und wurde Torwarttrainer bei Sparta.

## Erfolge
- 1996 Vize-Europameister